# Dodecatheon amethystinum
Dodecatheon amethystinum är en viveväxtart som först beskrevs av Norman Carter Fassett, och fick sitt nu gällande namn av Norman Carter Fassett. Dodecatheon amethystinum ingår i släktet Dodecatheon och familjen viveväxter. Inga underarter finns listade i Catalogue of Life.